# Governadores portugueses de Ceuta
Esta é uma lista de capitães-gerais (governadores) de Ceuta sob o domínio português.

## Lista

### Governadores portugueses (1415–1640)
| # | Retrato | Nome (Nascimento–Morte)      | Tempo em funções | Tempo em funções | Notas                         | Mandato            |
| - | ------- | ---------------------------- | ---------------- | ---------------- | ----------------------------- | ------------------ |
| 1 |         | Pedro de Meneses (1370–1437) | ??? 1415         | ??? 1424         | Primeiro governador de Ceuta. | João I (1357–1433) |

| Detentor do cargo                                         | Mandato                     |
| Pedro de Meneses, 1.º Conde de Vila Real                  | 1415 — 1424                 |
| Rui Gomes da Silva                                        | 1424                        |
| Pedro de Meneses, 1.º Conde de Vila Real                  | 2a vez 1425 — 1430          |
| Duarte de Meneses, Conde de Viana                         | interino 1430 — 1434        |
| Pedro de Meneses, 1.º Conde de Vila Real                  | 3a vez 1434 — 1437          |
| Duarte de Meneses, Conde de Viana                         | interino 2a vez 1437 — 1438 |
| Fernando de Noronha, 2.º Conde de Vila Real               | 1438 — 1445                 |
| António Pacheco                                           | interino 1445 — 1447        |
| Fernando I, 2.º Duque de Bragança, 3.º Conde de Arraiolos | 1447 — 1448                 |
| António Pacheco                                           | interino 2a vez 1448        |
| Fernando I, 2.º Duque de Bragança, 3.º Conde de Arraiolos | 2a vez 1448 — 1451          |
| Sancho de Noronha, 1.º Conde de Odemira                   | 1451 — 1456                 |
| Fernando de Portugal, 2.º Duque de Viseu                  | 1456                        |
| Sancho de Noronha, 1.º conde de Odemira                   | 1456 — 1460                 |
| Pedro de Meneses, 1.º Marquês de Vila Real                | 1460 — 1462                 |
| Pedro de Albuquerque                                      | interino 1462 — 1463        |
| Pedro de Meneses, 1.º Marquês de Vila Real                | 2a vez 1463 — 1464          |
| João Rodrigues de Vasconcelos Ribeiro                     | 1464 — 1479                 |
| Rui Mendes de Vasconcelos Ribeiro                         | 1479 — 1481                 |
| João de Noronha, senhor de Sortelha                       | 1481 — 1487                 |
| António de Noronha, 1.º Conde de Linhares                 | 1487 — 1490                 |
| Fernando de Meneses, 2.º Marquês de Vila Real             | 1491 — 1509                 |
| Pedro Barba Alardo                                        | 1509 — 1512                 |
| Pedro de Meneses, 3.º Marquês de Vila Real                | 1512 — 1517                 |
| João da Silva, conde de Portalegre                        | 1518 — 1519                 |
| Gomes da Silva de Vasconcelos                             | 1519 — 1521                 |
| João de Noronha                                           | 1522 — 1524                 |
| Pedro de Meneses, 3.º Marquês de Vila Real                | 2a vez 1524 — 1525          |
| Gomes da Silva de Vasconcelos                             | 1525 — 1529                 |
| Nuno Álvares Pereira de Noronha                           | 1529 — 1539                 |
| Afonso de Noronha                                         | 1540 — 1549                 |
| Antão de Noronha                                          | 1549                        |
| Martim Correia da Silva                                   | 1549 — 1550                 |
| Pedro de Meneses                                          | 1550 — 1553                 |
| Pedro da Cunha                                            | 1553                        |
| João Rodrigues Pereira                                    | 1553                        |
| Martim Correia da Silva                                   | 1553 — 1555                 |
| Jorge Vieira                                              | 1555 — 1557                 |
| Fernão de Meneses                                         | 1557 — 1562                 |
| Miguel de Meneses, 4.º Marquês de Vila Real               | 1562 — 1563                 |
| Fernão de Meneses                                         | 1563 — 1564                 |
| Pedro da Cunha                                            | 2a vez 1564 — 1565          |
| Francisco Pereira                                         | 1566 — 1567                 |
| Manuel de Meneses, 1.º Duque de Vila Real                 | 1567 — 1574                 |
| Diogo Lopes da Franca                                     | 1574 — 1577                 |
| Manuel de Meneses, 1.º Duque de Vila Real                 | 2a vez 1577 — 1578          |
| Dionísio Pereira                                          | 1578 — 1580                 |
| Jorge Pessanha                                            | 1580 — 1586                 |
| Gil Anes da Costa                                         | 1586 — 1591                 |
| Francisco de Andrade                                      | interino 1591 — 1592        |
| Miguel Luís de Meneses, 1.º Duque de Caminha              | 1592 — 1594                 |
| Mendo de Ledesma                                          | 1594 — 1597                 |
| Miguel Luís de Meneses, 1.º Duque de Caminha              | 1597 — 1601                 |
| Afonso de Noronha                                         | 1602 — 1605                 |
| Miguel Luís de Meneses, 1.º Duque de Caminha              | 1605 — 1616                 |
| Luís de Noronha e Meneses, 1.º Duque de Vila Real         | 1616 — 1622                 |
| Miguel Luís de Meneses, 1.º Duque de Caminha              | 1623                        |
| António da Costa de Albuquerque                           | 1623 — 1624                 |
| Fernão Mascarenhas, 1.º Conde da Torre                    | 1624 — 1625                 |
| Gonçalo Correia Alcoforado                                | 1625                        |
| Miguel Luís de Meneses, 1.º Duque de Caminha              | 1625 — 1626                 |
| Dinis Mascarenhas de Lencastre                            | 1627                        |
| Jorge de Mendonça Pessanha                                | 1627 — 1634                 |
| Brás Teles de Meneses                                     | 1634 — 1636                 |
| Fernão Teles de Meneses                                   | 1637                        |
| Francisco de Almeida                                      | 1637 — 1640                 |

A partir de 1640 a cidade deixou de reconhecer a soberania portuguesa, ficando integrada em Espanha.

## Lista de governadores de Ceuta
| Detentor do cargo               | Mandato     |
| Francisco de Almeida (interino) | 1640 — 1641 |
| ...                             | ...         |